# Rikke Sevecke
Rikke Sevecke (født 15. juli 1996) er en dansk tidligere fodboldspiller, der senest spillede for Portland Thorns FC i den amerikanske NWSL. Hun spillede desuden 54 kampe for det danske A-landshold, som hun fik debut for i 2016.
Kort efter nytår 2023-2024 bekendtgjorde hun, at hun stoppede sin karriere øjeblikkeligt efter at have fået konstateret en hjertesygdom.

## Klubkarriere
Hun begyndte at spille fodbold i en alder af 3 år, hvor hun spillede i den lokale klub Nykøbing FC. Da hun blev 16 år skiftede hun til Ballerup-Skovlunde Fodbold i Elitedivisionen. Efter at hun var blevet en etableret ligaspiller, der primært spillede i forsvaret, skiftede hun til storklubben Brøndby IF og blev træner, Per Nielsens, første signing i januar 2015.
Hun spillede seks måneder i 2017 på University of Northwestern Ohio i USA, hvorefter hun vendte tilbage Brøndby i januar 2018.
Hun skiftede i juni 2019 til den franske klub FC Fleury 91 i Division 1 Féminine. I sommeren 2020 kunne Sevecke offentliggøre et skifte til den engelske ligaklub i Everton. Her spillede hun frem til sommeren 2023, hvor hun ikke ønskede at forlænge sin kontrakt. I stedet fik hun en kontrakt med den amerikanske klub Portland Thorns FC for resten af 2023 med option på forlængelse i 2024-sæsonen. Her nåede hun at spille 21 kampe og score et enkelt mål. Imidlertid måtte hun indstille sin karriere kort efter nytår 2023-2024, da hun havde fået konstateret en hjertesygdom, der betød, at fodboldkarrieren ikke længere var forsvarlig for hende.

## Landsholdskarriere
Sevecke spillede i alt 43 kampe på forskellige danske ungdomslandshold, heriblandt 25 kampe for Danmark U/19. Hun fik debut for det danske A-landshold ved Algarve Cup 2016 mod Island.
Hun blev i juni 2022 udtaget til A-landstræner Lars Søndergaards endelige trup ved EM-slutrunden 2022 i England, hvor hun spillede alle holdets tre kampe, og hun deltog senere i VM-slutrunden 2023 i Australien/New Zealand, hvor hun spillede med i alle Danmarks fire kampe. 
Hun opnåede i alt 54 landskampe og scorede fem mål.

## Trænerkarriere
I 2025 blev Rikke Sevecke assistenttræner for FC Københavns kvindehold.

### Landskampsmål
Danmarks scoringer og  resulterer ses først.
| #  | Dato               | Lokation                    | Modstander          | Scoring | Resultat | Turnering             |
| -- | ------------------ | --------------------------- | ------------------- | ------- | -------- | --------------------- |
| 1. | 29. august 2019    | Viborg, Danmark             | Malta               | 3–0     | 8–0      | EM-kvalifikation 2021 |
| 2. | 17. september 2020 | Zenica, Bosnien-Hercegovina | Bosnien-Hercegovina | 3–0     | 8–0      | EM-kvalifikation 2021 |
| 3. | 10. juni 2021      | Horsens, Danmark            | Australien          | 2–0     | 3–2      | Venskabskamp          |
| 4. | 16. september 2021 | Viborg, Danmark             | Malta               | 6–0     | 7–0      | VM-kvalifikation 2023 |
| 5. | 21. februar 2023   | Laval, Frankrig             | Uruguay             | 2–2     | 3–2      | Venskabskamp          |

## Priser
- Årets Pokalfighter 2019 i Sydbank Pokalen.